# 小花瓶鳳凰螺
小花瓶鳳凰螺（学名：Strombus microurceus）为鳳凰螺科鳳凰螺屬下的一个种。